# Julianna Tunyc'ka
Julianna Ihorivna Tunyc'ka (in ucraino Туницька Юліанна Ігорівна?; Kremenec', 7 agosto 2003) è una slittinista ucraina.

## Biografia
Ha iniziato a praticare lo slittino all'età di 12 anni. E' allenata da Svitlana Kravchuk e Taras Hartsula.
Ha fatto parte della spedizione ucraina ai Giochi olimpici giovanili di Losanna 2020, dove si è piazzata 5ª nel singolo e 6ª nella staffetta mista, insieme a Oleh-Roman Pylypiv, Vadym Mykyievyč e Bohdan Babura.
Ha debuttato in Coppa del Mondo nel 2021 nella tappa di Sigulda, dove si è classificata 15ª nel singolo.
Ha esordito ai mondiali di Königssee 2021, classificandosi 31ª nel singolo.
Ha rappresentato l'Ucraina ai Giochi olimpici invernali di Pechino 2022, gareggiando sul tracciato del National Sliding Centre, completando il singolo al 21º posto e la gara a squadre all'11º, con Ihor Stachiv, Anton Dukač e Andrij Lysec'kyj.

## Palmarès

### Mondiali juniores
- 2 medaglie:
  - 1 oro (singolo a Bludenz 2023);
  - 1 argento (gara a squadre a Bludenz 2023).

### Coppa del Mondo
- Miglior piazzamento in classifica generale di Coppa del Mondo nel singolo: 32ª nel 2023/24.
- 1 podio (nelle gare a squadre):
  - 1 terzo posto.

### Coppa del Mondo juniores
- Miglior piazzamento in classifica di Coppa del Mondo juniores nel singolo: 10ª nel 2022/23.

### Coppa del Mondo giovani
- Miglior piazzamento in classifica di Coppa del Mondo giovani nel singolo: 6ª nel 2019/20.